# Slice
A Slice az ötödik stúdióalbuma a Five for Fighting művésznevű amerikai énekes-zeneszerző John Ondrasiknak. Az album 2009. október 13-án jött ki a boltokba. 2009 májusában John a MySpace blogján rajongóinak közzétette, a közelgő album lehetséges címeit, és szavazásra bocsátotta a lehetségeseket, majd eldöntötte a végleges címet.
Az első kislemez az albumról a "Chances" nevet kapta, mely 2009. július 21-én vált elérhetővé digitális formában. A Billboard Hot 100-as listán 83. helyen zárt 2009. október 31-én.
2009. szeptember 22-én megjelent a Chances videóklipje, melyet a VH1.com mutatott be. A videóklip két tinédzser szerelmi történetét mutatja be, és közben John narrátorként énekli a történetet. A videóklipet Steven Drypolcher rendezte - többek között még Beyonce, Kanye West videóklipjeit is -, producer Partizan.

## Dalok
1. "Slice"
2. "Note to the Unknown Soldier"
3. "Tuesday"
4. "Chances"
5. "This Dance"
6. "Above the Timberline"
7. "Transfer"
8. "Hope"
9. "Story of Your Life"
10. "Love Can't Change the Weather"
11. "Augie Nieto"
12. "Nowhere Bar" (iTunes bónusz dal)

## Külső hivatkozások
- Hivatalos honlap
- MySpace.com/Five for Fighting

## Fordítás
- Ez a szócikk részben vagy egészben  a   Slice (Five for Fighting album) című angol Wikipédia-szócikk fordításán alapul.  Az eredeti cikk szerkesztőit annak laptörténete sorolja fel. Ez a jelzés csupán a megfogalmazás eredetét és a szerzői jogokat jelzi, nem szolgál a cikkben szereplő információk forrásmegjelöléseként.